# Elena Kulichenko
Elena Kulichenko (28 de julio de 2002) es una deportista de Chipre que compite en atletismo. Ganó una medalla de oro en el Campeonato Europeo de Atletismo Sub-23 de 2023, en la prueba de salto de altura.
Fue la abanderada de Chipre en la ceremonia de apertura de los Juegos Olímpicos de París 2024 junto con el atleta Milan Trajković.

## Palmarés internacional
| Campeonato Europeo de Atletismo Sub-23 | Campeonato Europeo de Atletismo Sub-23 | Campeonato Europeo de Atletismo Sub-23 | Campeonato Europeo de Atletismo Sub-23 |
| Año                                    | Lugar                                  | Medalla                                | Prueba                                 |
| -------------------------------------- | -------------------------------------- | -------------------------------------- | -------------------------------------- |
| 2023                                   | Espoo (Finlandia)                      | Medalla de oro                         | Salto de altura                        |